# Futbol'nyj Klub Cheksyl Černihiv
Il Futbol'nyj Klub Cheksyl Černihiv (in ucraino ФК Чексил Чернігів?), noto semplicemente come FK Cheksyl Černihiv, era una società di calcio di Černihiv, in Ucraina.

## Storia
La squadra fu fondata a Černihiv nel 1971 col nome di KCK Černihiv, come squadra di fabbrica della fabbrica di cucito "Cheksyl". Nel 1983 viene rifondata con il nome "Tekstilščik Černihiv". di Nel 1991, la squadra ha debuttato nel campionato della regione di Chernihiv, e nel 1993 ha vinto il campionato regionale e ha ricevuto il diritto di giocare nella seconda lega del campionato ucraino. 
Nel 1992, la squadra cambiò nome da "Tekstilščik Černihiv" a "Cheksyl Černihiv" e nell'estate del 1992, il club firmò un contratto con Oleh Hrycaj, e nel 1994 firmò Oleksandr Hrycaj per una stagione. La squadra ha prodotto anche giocatori come Vadym Postovoj, Viktor Rudyj e Ihor Bobovyč.

## Stadio
La squadra ha giocato nello Stadio Tekstilščik a fianco della fabbrica Cheksil, a 2-3 km dalla Stazione di Černihiv e vicino al Centro sportivo Chimki. In passato era l'arena di casa della squadra di calcio femminile Lehenda. L'impianto ha ospitato anche partite del Desna-3 Chernihiv, Desna-2 Chernihiv, Sdyushor Desna e Spartak Shvsm Chernihiv.

## Palmarès
- Campionato ucraino di calcio amatoriale

Vincitori (3): 1983, 1992, 1997
- Coppa di calcio dell'Oblast di Černihiv

Vincitori (1): 1984